# Степове (Новопільська сільська громада)
Степове (до 2016 року — Чапаєвка) — село в Україні, у Новопільській сільській територіальній громаді Криворізького району Дніпропетровської області. Кількість населення становить 71 особу (2001). Сільський голова є Олександр Вікторович Бондаренко.
Село було внесено до переліку населених пунктів, які потрібно перейменувати згідно із законом «Про засудження комуністичного та націонал-соціалістичного (нацистського) тоталітарних режимів в Україні та заборону пропаганди їхньої символіки».

## Географія
Село знаходиться на відстані 0,5 км від селища Лісопитомник і за 1 км від сіл Златопіль і Вільний Посад. По селу протікає пересихаючий струмок з загатою. Поруч проходить автомобільна дорога Н11.

## Населення

### Мова
Розподіл населення за рідною мовою за даними перепису 2001 року:
| Мова       | Кількість | Відсоток |
| ---------- | --------- | -------- |
| українська | 61        | 85.92%   |
| російська  | 9         | 12.68%   |
| польська   | 1         | 1.40%    |
| Усього     | 71        | 100%     |

## Відомі люди
- Фітьо Анастасія Петрівна — повний кавалер Ордена Трудової Слави.